# 盤状クリステ類
盤状クリステ類（Discicristata）は、盤状（もしくはディスク状、扇型、団扇型などと形容される）のミトコンドリアクリステを持つことで特徴付けられる真核生物の分類群である。ユーグレノゾアとヘテロロボサが含まれる。
真核生物のミトコンドリアクリステは、その形状から、板状 (flat cristae)、管状 (tubular cristae)、盤状 (disc-shaped cristae) の3種類に大別される（ミトコンドリアを参照）。このうち盤状のクリステを持つ生物は少数派であることから単系統性が示唆されていたが、分子系統学からの支持を得て、真核生物のスーパーグループの一つとして認識されるに至った。分類階級としてはエクスカバータの下位分類とされる場合と、これと並列に置かれる場合とがある。